# Thomas Miller
Thomas Miller é um cantor, compositor e pastor americano de música cristã contemporânea, líder da da banda Gateway Worship, da Gateway Church.

## Biografia
Thomas nasceu em Dallas, é casado com Mary Beth Miller e pai de Harrison Miller.
Entre 1995 a 1997 estudou Teologia na Christ For The Nations Institute, juntamente com sua esposa Mary Beth. Thomas e Mary Beth foram colegas de quarto de Ana Paula Valadão, na CFNI, que mais tarde se tornaria a líder do ministério de louvor Diante do Trono, considerado o maior ministério de louvor da América Latina.
Em 2003, Thomas se tornou pastor e líder de louvor da Gateway Church, fundando o ministério de louvor Gateway Worship um dos maiores ministérios de louvor dos Estados Unidos. Thomas é compositor de diversas canções de música cristã, como "O The Blood" que foi composta juntamente com sua esposa. 
Em 2010, a banda americana Gateway Worship firmou uma parceria com a banda brasileira Diante do Trono. Dois anos depois, Thomas foi convidado por Ana Paula Valadão a participar da gravação do 15º álbum ao vivo de sua banda, intitulado Creio, o álbum foi gravado no Sambódromo de Manaus, na cidade de Manaus, no Brasil, reunindo mais de 350 mil pessoas.

## Discografia

### Álbuns em estúdio com Gateway Worship
- Unsearchable (2003)
- First: Songs from Gateway Devotions (2008)
- Songs Inspired By: Conversations With God (2009)
- Let's Go: Songs from Gateway Devotions (2010)
- The More I Seek You: Songs From Gateway Devotions (2010)

### Álbuns ao vivo com Gateway Worship
- Living for You (2006)
- Wake Up the World (2008)
- God Be Praised (2010)
- Great Great God (2011)
- Forever Yours (2012)
- The First 10 Years (2013)
- Walls (2015)